# Aeroportul Kingman
Aeroportul Kingman (IATA: IGM, ICAO: KIGM, FAA LID: IGM) este un aeroport din Arizona, Statele Unite ale Americii ce deservește zona Kingman. Aeroportul a fost tranzitat în 2019 de 2 pasageri. A fost numit după zona deservită.
Situat la o altitudine de 1.051 m, aeroportul dispune de 2 piste.

## Infrastructură

### Piste
Aeroportul dispune de 2 piste. Pista 03/21 are suprafața de asfalt și dimensiunile 6.827 picioare × 150 picioare. Pista 17/35 are suprafața de asfalt și dimensiunile 6.725 picioare × 75 picioare. 